# Kedah Darul Aman FC
Le Kedah Darul Aman Football Club, abrégé en Kedah Darul Aman, est un club malaisien de football basé à Alor Setar.

## Histoire
Avant la saison 2021, le club se nommait Kedah FA.

## Palmarès
- Championnat de Malaisie (3)
  - Champion : 1993, 2007, 2008
  - Vice-champion : 1994, 1996, 1997, 2003

- Coupe de Malaisie (5)
  - Vainqueur : 1990, 1993, 2007, 2008, 2016
  - Finaliste : 1940, 1987, 1988, 1989, 1992, 2004

- Coupe de la Fédération de Malaisie (5)
  - Vainqueur : 1996, 2007, 2008, 2017, 2019
  - Finaliste : 2010

- Supercoupe de Malaisie (3)
  - Vainqueur : 1991, 1994, 2017
  - Finaliste : 1997, 2008, 2009, 2018, 2020, 2021